# ポルシェ・934

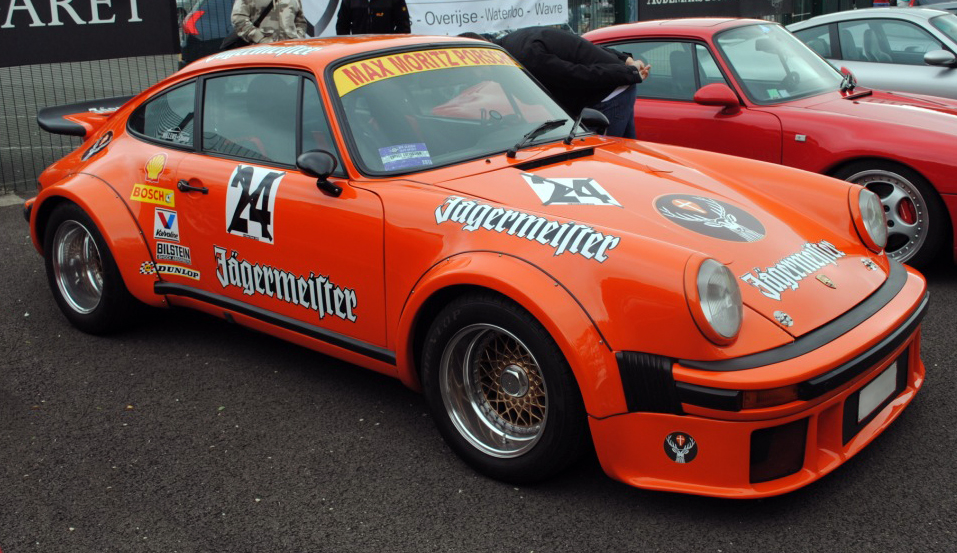
934

ポルシェ・934（Porsche 934 ）は、国際自動車連盟（FIA）の定めるグループ4規定に合わせポルシェが製造したレース用GTカーである。934は、1976年のレースシーズンに導入され、1976年と1977年の2年間に少なくとも400台が製造された。

## 概要
エンジンはカレラ3.0RSRに搭載されていた排気量2,993cc水平対向6気筒の911/75型をベースに、ターボチャージャーで1.4bar過給し485馬力を発揮する930/75型エンジンで、重量1,090 kg。燃料供給はボッシュ製Kジェトロニックによる。エンジン本体は空冷だがインタークーラーはポルシェ初の水冷。
多くのプライベーターに対して販売され、ル・マン24時間レースをはじめとする世界各国の様々なレースに参戦し好成績を収めた。また、911を934風にする改造も流行した。

## ラジオコントロールカー
日本では、スーパーカーブーム直前の1976年に田宮模型（現・タミヤ）により同社の電動ラジコンカーの第1号車として製品化されたことでも知られる。
元々田宮模型では934のプラモデルを企画・製造し、車の構造を知るためにわざわざポルシェ・911の実車を購入して完全に分解したほどであったが、取材に多額の経費を費やしたためプラモデルだけでは採算が取れず、急遽電動ラジコンカーが企画され発売に至った。タミヤのプラモデルの金型を流用して作られたラジコンカーは大ヒットし、初年度だけで約10万台の売上を記録、タミヤはこれを契機にラジコンメーカーとしての地位も確立するに至った。
2006年12月にはタミヤのラジコン参入30周年を記念し「ポルシェターボRSR934レーシング」を最新技術を用いたフラッグシップモデルとして発売、また同時にタムテックギアからも同車の組み立てキットが発売されるなど、現在まで息の長い人気を得るモデルとなっている。

## 漫画
すがやみつる原作テレビマガジンに連載されていた「ひみつ指令マシン刑事999」で主人公の刑事、嵐真一が駆る愛車として赤いポルシェ・934が描かれていた。

またラジコンカーについても「ラジコン探偵団」の主人公、大助の愛車として登場していた。